# Мастер и Маргарита (мюзикл, 2014)
Мюзикл «Мастер и Маргарита» создан по одноимённому мистическому роману М. А. Булгакова продюсерской компанией «Makers Lab». Премьера состоялась 18 сентября 2014 года в театре «Мюзик-Холл» в Санкт-Петербурге. Премьера в московском театре Надежды Бабкиной прошла 2 марта 2015 года.
Либретто создано по технологии «ситуационный сценарий» — это сочетание условий и обстоятельств, вовлекающих зрителя в сценическое пространство.

## История создания
В 2013 году продюсерская компания объявила кастинг. С сентября 2014 по июнь 2016 года мюзикл шёл в театре «Мюзик-Холл» в Санкт-Петербурге, с сентября 2016 по декабрь 2022 постановка ставилась в здании «ЛДМ», с 31 декабря компания базируется в новом месте и носит название театр «ЛДМ. Новая сцена», под чьей эгидой идёт проект. В марте 2015 года театр гастролировал в Москве в театре «Русская песня». К московской премьере мюзикла было приурочено открытие памятника главным героям романа в Булгаковском доме.
В июле 2015 года руководство продюсерской компании Makers Lab анонсировало на пресс-конференции показ проекта в 2016 году на Бродвее с участием актёра Кевина Спейси в роли Воланда, Райана Гослинга в роли Мастера, актрисы Чанды Рули в роли Геллы, с участием в переработки либретто Тима Райса и поэта Адама Фергюссона, заявление оказалось недостоверной информацией, как и с участием потом Джима Керри в роли Воланда. Китай отказался брать мюзикл в гастроли и на постановку, «найдя в этом мюзикле намек на диктатуру и стокгольмский синдром».
За время проката происходили мистические вещи: вылетала рапира из трости в зрительный зал, пропадали и появлялись вещи, становилось дурно зрителям и артистам на сцене, падали в яму. В 2018 году спектакль был обновлён новыми сценическими решениями, скульптура «Рабочий и колхозница» стала символическими вратами, часто обновлялся состав артистов, неизменным осталась музыка. С 5 по 7 июня 2020 года на онлайн-платформе STAY театр делился трансляциями спектакля.

### Группа создателей
- Либреттисты: Ирина Афанасьева, Мария Ошмянская, Андрей Носков, Сергей Шиловский (внук Елены Булгаковой)[37], Андрей Пастушенко, Игорь Шевчук.
- Композиторы: Антон Танонов, Ольга Томаз, Сергей Рубальский, Ирина Долгова, Олег Попков, Александр Маев.
- Режиссёр-постановщик: Софья Сираканян, Тимофей Жалнин.
- Музыкальные руководители проекта: Фабио Мастранджело и Антон Танонов.
- Художник-сценограф: Ирина Долгова.
- Хореограф: Дмитрий Пимонов.
- Официальный фотограф: Андрей Кеззин, финалист премии FEP European Professional Photographers of the year 2015.

### Декорации и реквизит
- На сцене во время спектакля сменяются 66 декораций[38].
- Видео-контент создан по технологии объёмного изображения и не требует стерео-очков[39]. Использование способа сепарации изображения с помощью микропризм одновременно девятью видеопроекторами создают объёмные декорации[40][41]. Видео-контент и компьютерная графика созданы российской кинокомпанией «ТриИксМедиа».
- В постановке используются специальные арома-эффекты, которые придают больше реалистичности всему происходящему на сцене.
- Для мюзикла английские дизайнеры создали 666 костюмов[42][43].

## Список музыкальных номеров

### Первый акт
1. Сон Воланда — в московской версии постановки отсутствует
2. Ариозо Воланда
3. Дуэт Берлиоза и Бездомного
4. Ария Иешуа «Жаль истину»
5. Куплеты свиты «Под трамвай»
6. Ария Бездомного «Поймайте консультанта»
7. Ариозо Маргариты «Не могу жить»
8. Ария Воланда «Первая встреча с Маргаритой»
9. Дуэт Мастера и Маргариты «Счастливы вместе»
10. Сцена Мастера и критиков «Не губите роман»
11. Ария Мастера «Я гибну»
12. Ария Мастера «Воспоминания о Маргарите»
13. Ария Маргариты «Нить любви»
14. Ария Маргариты «Не верю»
15. Куплеты свиты «Контракт»
16. Куплеты «Варьете»

### Второй акт
1. Ансамбль душевнобольных «Он будет здесь»
2. Дуэт Пилата и Каифы «Попытка оправдать Иешуа»
3. Ария Иешуа «На кресте»
4. Дуэт Воланда и Маргариты «Мир твой пуст»
5. Ария Маргариты «Свободна!»
6. Дуэт Маргариты и Воланда «Глобус»
7. Квартет свиты «Последний грех»
8. Ария Фриды
9. Танго на балу
10. Дуэт Геллы и Воланда «Колыбельная страсти»
11. Ария Понтия Пилата «Раскаяние»
12. Ария Воланда «Прощание с Маргаритой»
13. Финальная ария «Вместе навсегда»

## Действующие лица и исполнители

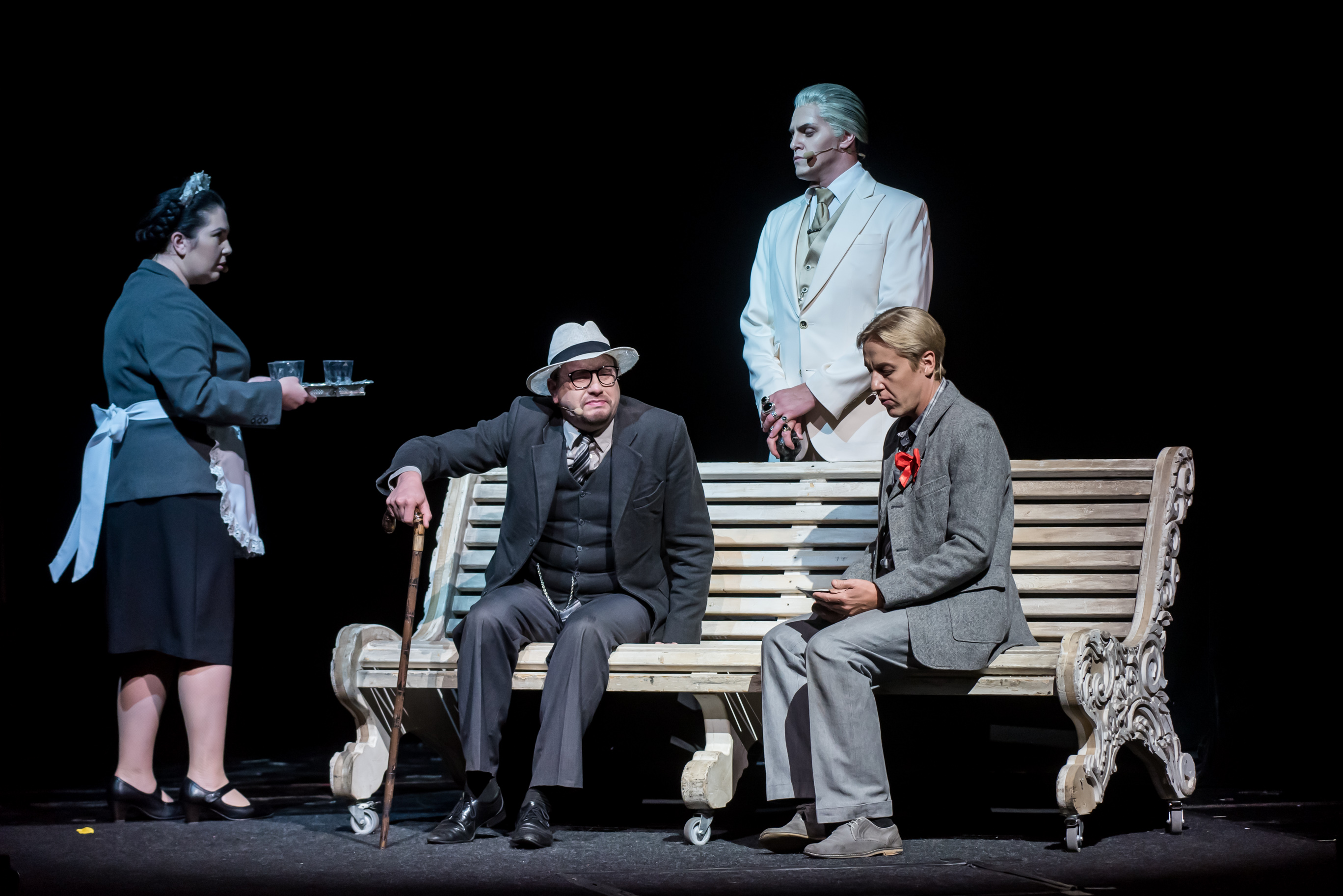

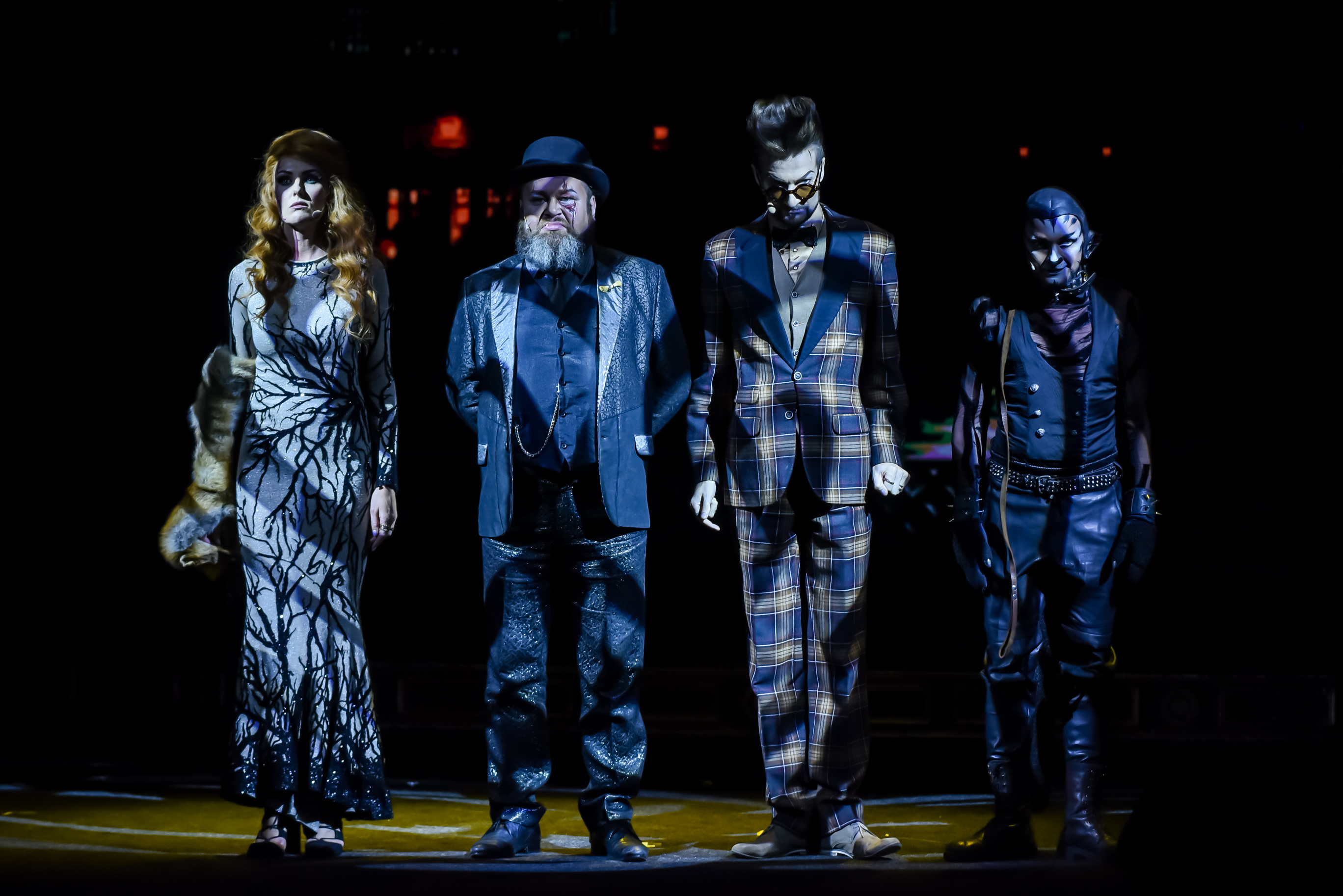

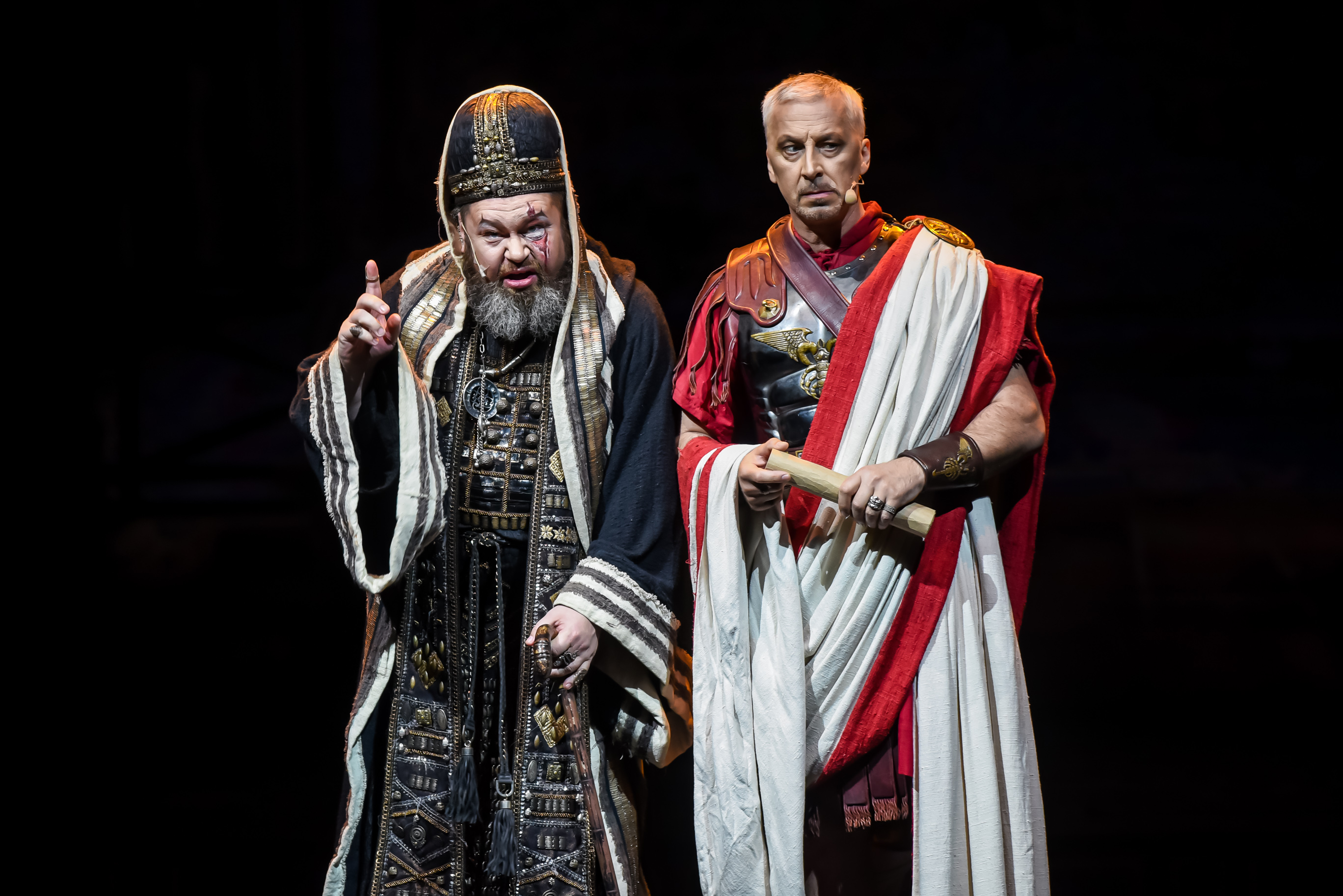

Курсивом отмечены исполнители, в данное время не участвующие в постановке.
- Мастер / Иешуа — Антон Авдеев[44][45][46], Игорь Кроль, Глеб Матвейчук[47], Николай Тимохин
- Маргарита — Анастасия Макеева[48], Наталья Мартынова, Виктория Жукова, Вера Свешникова[49], Теона Дольникова[50][51], Анастасия Вишневская, Евдокия Малевская, Татьяна Куликова
- Воланд — Иван Ожогин[52][53][54][55][56], Ростислав Колпаков[57], Кирилл Гордеев, Георгий Новицкий[58], Денис Клявер
- Гелла — Мария Лагацкая-Зимина, Анна Ковальчук[59][60][61], Полина Кузовкова, Вера Свешникова[62], Наталья Мартынова, Кристина Кузьмина, Анна Багмет, Румия Ниязова
- Кот Бегемот — Дмитрий Чикунов, Дмитрий Кочкин, Вячеслав Семёнов, Артур Ягубов, Артём Яковлев, Николай Пинский, Игорь Феглер, Руслан Давиденко
- Азазелло — Роман Никитин, Константин Китанин, Александр Сафонов
- Фагот-Коровьев — Ярослав Шварёв, Олег Калабаев, Александр Саванец, Даниил Огневой
- Понтий Пилат — Вячеслав Штыпс[63][64], Сергей Выборнов, Константин Барышников, Ярослав Шварёв
- Каифа — Роман Никитин, Александр Сафонов
- Фрида — Елена Романова[65], Наталья Фаерман, Евдокия Малевская, Анжелика Рева, Дарьяна Коровашкова, Мария Торопова
- Левий Матвей — Александр Кулинкович, Вячеслав Бородин
- Иван Бездомный — Виталий Головкин, Борис Малевский, Денис Загитов, Максим Казаков
- Барон Майгель — Максим Ханжов, Кирилл Минкин, Мирослав Федючек, Олег Калабаев, Сергей Худяков, Евгений Чесноков
- Берлиоз — Антон Ивлев, Константин Барышников
- Жорж Бенгальский — Александр Кулинкович, Вячеслав Бородин
- Аннушка — Алина Атласова

## Краткое содержание

### Первый акт
Действие начинается в Поднебесье. Близится Весенний бал полнолуния. Свита Воланда уверяет Мессира, что мир на Земле очень изменился, люди ожесточились, пролили реки крови, в их сердцах смешались любовь и страх. Все вместе они решают отправиться на Землю, чтобы своими глазами убедиться в этом.
Появившись в Москве на Патриарших прудах, Воланд встречает поэта Ивана Бездомного и председателя МАССОЛИТа Михаила Берлиоза и присоединяется к их дискуссии о том, что Иисуса никогда не существовало. В противовес доводам литераторов Воланд утверждает, что пророк существовал на самом деле. И в доказательство своих слов начинает рассказывать историю, которая происходила в древнем Ершалаиме, уверяя, что сам был свидетелем происходящего.
Действие переносится в ершалаимский дворец прокуратора Иудеи Понтия Пилата, в который приводят связанного Иешуа Га-Ноцри, приговоренного к казни. Пророк исцеляет Пилата от головной боли и рассказывает о том, что все люди добрые и скоро настанут времена, когда не будет никакой власти. Прокуратор впадает в ярость и утверждает приговор для арестанта.
Тем временем на Патриарших прудах Воланд сообщает Берлиозу, что ему сегодня отрежут голову, ведь Аннушка уже купила и разлила подсолнечное масло. Через несколько мгновений голову Берлиоза действительно отрезает колесами трамвая. Бездомный в ужасе мечется по Москве, просит прохожих помочь ему поймать консультанта, который и был виной этой ужасной трагедии, но попадает в дом скорби. За Воландом и его свитой устанавливает слежку служащий зрелищной комиссии барон Майгель.
Воланд и его свита — Гелла, кот Бегемот, Коровьев и Азазелло — довольны: да, пора готовить бал, искать королеву. Вот и она — на мосту стоит Маргарита с букетом желтых цветов и помышляет о самоубийстве, так как жизнь её пуста. Воланд впечатлён — это именно та королева, о которой он мечтал! Но вдруг перед Маргаритой появляется Мастер. Их влечет друг к другу, словно волшебной силой. Любовь выскочила перед ними, как из-под земли выскакивает убийца в переулке, и поразила сразу обоих! Воланду не остановить их притяжения друг к другу, не завладеть столь манящей его королевой — ведь Маргарита уже не пуста, в её сердце вошла любовь! Воланд в ярости.
А Маргарита и Мастер счастливы. Они в каморке Мастера, где он дописывает роман о пятом прокураторе Иудеи. Маргарита обещает, что расстанется с нелюбимым мужем и завтра же будет вместе с Мастером, они будут счастливы навсегда. Мастер отправляется к литературным критикам, но сталкивается с гонениями за написанный им роман. Мастер вынужден сжечь роман и в итоге попадает в сумасшедший дом.
Маргарита ищет Мастера и не может найти. В своих поисках она словно видит все то, что испытал Мастер: унижение, которое он пережил при встрече с критиками из МАССОЛИТа, отчаяние, с которым сжигал роман. Но где он сейчас — Маргарита не знает. Она и сама полна отчаяния.
В сумасшедшем доме Мастер знакомится с Бездомным. Оказывается, что причина их появления в сумасшедшем доме одна — Понтий Пилат. Иван рассказывает Мастеру о его встрече со странным иностранцем на Патриарших прудах, и Мастер уверяет его, что это был сам Сатана.
Тем временем Воланд и его свита решают устроить сеанс чёрной магии в Варьете. Вся компания отправляется домой к директору театра Стёпе Лиходееву. Они будят сонного Степана Богдановича, заставляют его подписать контракт на выступления и телепортируют его в Ялту.
Действие переносится на сцену Варьете. Зрители занимают свои места и готовятся к представлению. Коровьев устраивает свои фокусы, стреляет в воздух, и на зрителей сыплются с потолка червонцы. Гелла открывает магазин вечерних платьев и призывает всех желающих дам поменять свои наряды на новые от кутюрье. Москвички с радостью спешат поучаствовать в акции, но под конец шоу их новые наряды испаряются, оставляя хозяек в неглиже. Женщины начинают петь и танцевать словно против своей воли. Конферансье Бенгальский пытается внести ноту здравого смысла — но ему отрывают голову. В Варьете царит суматоха: крики, визги, танцы, играет оркестр. Коровьев обрывает музыку и заканчивает представление.

### Второй акт
Действие начинается в сумасшедшем доме, в котором царит полнейший хаос: все пациенты носятся и кричат, взбудораженные историями о чёрном маге.
Бездомный приходит в палату к Мастеру и просит его рассказать продолжение истории о Понтии Пилате. Мастер начинает рассказ, словно перенося слушателя в древний Ершалаим: к Пилату входит первосвященник Каифа. Пилат упрашивает Каифу в честь праздника Пасхи спасти Иешуа от наказания, но Каифа непреклонен и категоричен в своем решении: распять Иешуа. И вот на голову Иешуа уже надевают терновый венец, и на кресте он принимает смертную муку, обращаясь к Отцу…
В Москве в комнате Маргариты внезапно появляются Азазелло и Бегемот и приглашают её на Бал, обещая, что там она узнает новости о любимом. Незваные гости вручают Маргарите крем, которым она мажет все тело и вылетает на встречу с Сатаной. Прилетев в нехорошую квартиру, она встречается с Коровьевым. Он рассказывает ей о Бале Ста Королей, о том, кто является хозяином Бала, и объясняет, почему именно Маргарита была выбрана королевой. Она наконец-то встречается лицом к лицу с Воландом.
Часы бьют 12 раз. Начинается Бал Сатаны, появляются гости. Коровьев и Бегемот представляют каждого, рассказывая историю их грехопадения. Вдруг появляется Фрида — девушка, задушившая своего младенца носовым платком с голубой каемочкой. Девушка просит у Королевы прощения за содеянное и помощи в освобождении от мук совести. Маргарита обещает её спасти.
Кричат петухи. Гости исчезают. Маргарита остается одна с Воландом и его свитой и рассказывает им о Мастере и его романе, который тотчас же возникает в руках у Воланда. Он начинает читать написанное, и действие внезапно переносится во времена Га-Ноцри. Там встречаются Левий Матвей и Понтий Пилат. Последователь пророка передает кесарю хартию с записями слов Иешуа. Прочитав слова послания, Пилат раскаивается в своем приговоре и, отчаявшись, исчезает в лунном свете.
Видение Ершалаима пропало. Маргарита собирается уходить, но Воланд останавливает её и спрашивает об одном сокровенном желании, которое он готов исполнить за то, что она была королевой на его балу. Она просит спасти Фриду. Растерянный Воланд и его свита уговаривают её отказаться от своего обещания — и тем самым согрешить. Но Маргарита непреклонна. Она хочет, чтобы Фриде простили её грех. Воланд, поняв, что Маргарита не очернит свою душу предательством, говорит, что королева бала сама может освободить Фриду. Маргарита сообщает Фриде, что та прощена — и Фрида исчезает.
Воланд готов исполнит ещё одно желание. Немедля Маргарита требует, чтобы ей вернули её любовника, Мастера. Мастер появляется рядом. Время замирает. Воланд прощается с Маргаритой, так и не ставшей его музой, его королевой на все времена. Из небытия возникает Левий Матвей и просит Воланда забрать Мастера и Маргариту к себе, ведь они заслужили покой. Влюбленным подают вино, и, сделав глоток, они падают замертво.
Но вот из тьмы появляется свет — Маргарита и Мастер воскресают. На фоне полной луны виден Пилат. Около двух тысяч лет он видит во сне лунную дорогу и хочет идти по ней и разговаривать с бродячим философом. Мастер освобождает Пилата и отпускает его к Иешуа. И вместе с Маргаритой удаляется туда, где ждет их вечный покой.

## Реакция

### Отзывы критиков
Обозреватель портала «Гид событий» назвал мюзикла «неповторимость в использовании 3D сценических декораций, не требующих стерео-очков (впервые в России), сочетании иллюзионов Дэвида Копперфильда и уникальной по своей сути драматургии, вовлекающей зрителей в театральное действие».
Рецензент «Русский блоггер» Ирина Юршина положительно оценила мюзикл: «Многочисленные яркие, невероятные декорации, видео-контент, созданный по новейшей технологии объемного изображения, не требующей стерео-очков и позволяющий зрителю, как будто в реальности, перемещаться из квартиры Мастера во дворец прокуратора, а затем в театр Варьете и сумасшедший дом, шикарные костюмы, передающие характер и сущность каждого героя, и, конечно, профессиональная игра артистов в сопровождении оркестра – все это грандиознейшее мероприятие, не оставляющее ни одного зрителя равнодушным».
Корреспондент портала «WORLD PODIUM» Юлия Бурулёва отметила: «Этот спектакль разрушил стереотипы «лёгкого сказочного жанра», с незамысловатой драматургией, коим часто называют мюзикл и оперетту. Пронзительное действие, метафоричное либретто, восхитительная музыка и масштабная сценография проекта делают его не только захватывающим, динамичным и интересным, но и гуманным, социально-значимым, высокодуховным и философским».

### Зрители
Публика мюзикл «Мастер и Маргарита» приняла хорошо. Зрительская оценка на сайте журнала «Афиша» на основе 38 голосов составляет 7,9 звезды из 10 (по данным на 10 мая 2025 года). Представлена всего одиннадцать рецензий с негативной оценкой. Отзывы зрителей разнятся от положительных до негативных.